# Lantos Gabriella (egészségügyi menedzser)
Lantos Gabriella egészségügyi menedzser, politikus, az Új Világ Néppárt egykori elnökségi tagja.

## Életpályája
Diplomáját magyar-történelem szakos középiskolai tanárként szerezte a Szegedi Tudományegyetemen 1984-ben. Pályája során a közvélemény tájékoztatásával foglalkozott kitartóan. Volt újságíró, fejlesztéspolitikai szakértő, kommunikációs igazgató és kórházigazgató.
Pályakezdőként néhány évig szociológiát tanított a Szegedi Tudományegyetemen. Utána a Magyar Rádió újságírójaként dolgozott. A rendszerváltozást követően rádióműsorok riportere volt (Gondolat-Jel, 168 óra). Eközben uniós szakértői diplomát szerzett a Közgazdaságtudományi Egyetemen.
A Nemzeti Fejlesztési Ügynökség fejlesztéspolitikai szakértőjeként részt vett két Nemzeti Fejlesztési Terv létrehozásában. Majd az első uniós programok kommunikációs irányítója volt főigazgatói rangban.
2011-től a Róbert Károly Magánkórház operatív igazgatója volt.
Megismerte az egészségügy megfelelő működését akadályozó betokosodott viszonyokat, a hálapénz működtetését, az „orvosbárók” tevékenységét.
A „Hegymenet” című kiadványban komplett egészségügyi reformtervet publikált. Egyes részeit beemelték az átalakítási koncepcióba.
Egészségügyi szakértőként rendszeresen publikál az ügy kérdéseiben.
Az Új Világ Néppárt elnökségi tagjaként egy televízióban azt nyilatkozta, hogy Majkának a Covid19-cel kapcsolatos tudás széles körű terjesztéséért Kossuth-díjat adna (holott az a magyar kultúra művelésének és ápolásának elismeréséért adható). A pártból később – annak 2022. május 19-i önfeloszlatása előtt – kilépett.